# Fachkraft für Lebensmitteltechnik
Fachkräfte für Lebensmitteltechnik (FaLet) stellen mit Hilfe von Maschinen, Apparaten und Anlagen aus Rohstoffen und Halbfabrikaten nach vorgegebenen Rezepturen in Unternehmen der Lebensmittelindustrie Lebensmittel her. Nicht zu verwechseln ist der Beruf der Fachkraft für Lebensmitteltechnik mit dem ähnlich klingenden staatlich geprüften Lebensmitteltechniker.

## Geschichte und Entwicklung des Berufes

### Situation Ende der 1970er Jahre
Es gab zu dieser Zeit einen Fachkräftemangel aufgrund mangelnder Ausbildung in den Industriefirmen. Man glaubte, die Bedienung von Maschinen und Anlagen könnte durch ungelernte Kräfte erfolgen. Aufgrund des Mangels an Kräften stellte man Leute aus dem Lebensmittelhandwerk wie Bäcker, Köche oder Schlachter ein. Sehr schnell bekam man aber auch diese Fachkräfte nicht mehr und zudem erforderte die maschinelle und später computergestützte Verarbeitung von Lebensmitteln andere Fachkenntnisse als im traditionellen Handwerk. Die Lebensmittelindustrie und hier insbesondere Unilever hat sich darauf verständigt, eigene Industrie-Fachkräfte auszubilden; es musste also ein neuer Beruf geschaffen werden – andere, u. a. der Fischwerker, wurden umgewandelt. In kürzester Zeit ist somit der Beruf FaLet (Fachkraft für Lebensmitteltechnik) entstanden.

### Erprobungsphase und Wachstum
Zunächst wurden 1980–1983 dreißig Betriebe aus der alten Bundesrepublik für die Erprobung gewonnen, unter anderen die „Nordsee“ in Bremerhaven, das Iglo Werk in Wunstorf bei Hannover, sowie die Deutschen Hefewerke in Hamburg. Nach nur dreijähriger Erprobung wurde die Fachkraft als Ausbildungsberuf anerkannt.
Es wurden bis dahin an zwei Schulstandorten (Neumünster, München) die Auszubildenden im Blockunterricht beschult. Später kam dann noch die Süßwaren-Schule in Solingen dazu. Es zeigte sich aber schnell, dass diese Schulstandorte nicht ausreichten und 1986 wurde beispielsweise das Bremer „Schulzentrum des Sekundarbereichs II am Rübekamp“ hinzugenommen, die zunächst zwei Tage pro Woche, später aber im sechswöchigen Blockunterricht ausbildeten. Die Auszubildenden-Anzahl und somit der Fachkräftebedarf stieg in kürzester Zeit von jährlich 60 auf 500.

### Gegenwart
Der Beruf beging im Jahr 2005 den 25. Jahrestag seiner Einführung. Aus diesem Anlass wurde in der Handelskammer Hamburg mit Unterstützung der IHK Kiel festlich gefeiert.
Heute werden bundesweit ca. 2500 Auszubildende in den
Lebensmittelbetrieben in der 3-jährigen Lehre qualifiziert. Seit einigen
Jahren wird auch eine Weiterqualifizierung zum "Industriemeister
Fachrichtung Lebensmittel" als Ganztagsangebot, aber auch
berufsbegleitend angeboten. Von den damaligen ersten Azubis finden sich
heute viele in leitenden Stellungen wieder. Die Übernahmequote nach der
Ausbildung ist aufgrund des Fachkräftebedarfs gegenüber anderen Berufen
sehr hoch. Es werden ca. 75 % der Auszubildenden vom Ausbildungsbetrieb
als Fachkräfte übernommen. Ein großer Teil findet sich auch in
Lebensmittelunternehmen und artverwandten Betrieben wieder, die bisher noch nicht ausbilden.

### Breites Spektrum der Ausbildungsbetriebe
Fachkräfte für Lebensmitteltechnik arbeiten für gewöhnlich in Konservenfabriken und Herstellungsbetrieben für Obst- und Gemüsedauerwaren, bei Getränkeherstellern zur Erfrischungsgetränke- und Mineralwasserherstellung, der kartoffelverarbeitenden Industrie, der Nährmittelindustrie, der Hefeproduktion, der Margarine-, Speiseeis- oder Stärkeherstellung und zunehmend auch in den Teilbranchen der Fleischwarenindustrie ebenso wie bei der industriellen Herstellung von Pizzen, Torten und Kuchen und anderen Backwaren, sowie in der Süßwarenindustrie. Mit Hilfe großer Maschinenparks und nach bewährten Rezepturen werden Obst und Gemüse und natürlich auch Fleisch- oder Fischprodukte unter möglichst schonender Verarbeitung zu Erzeugnissen gleich bleibend hoher Güte marktgerecht verarbeitet. Vorarbeiten wie Putzen und Zerkleinern sowie die möglichen Schritte des Dämpfens, Sterilisieren oder Pasteurisierens werden entsprechend den Vorgaben des Lebensmittelsicherheit und der Lebensmittelhygiene erledigt.
Nach diesen professionellen Vorarbeiten kann der Endverbraucher mitunter in wenigen Minuten ein schmackhaftes Mahl zubereiten.
Aber auch Zulieferer für genau diese Hersteller bilden Fachkräfte für Lebensmitteltechnik aus, zum Beispiel die Aromenindustrie. Zu den Hauptkunden der Aromenindustrie zählen die Lebensmittelindustrie und das Lebensmittelhandwerk, aber auch die pharmazeutische Industrie und die Futtermittelhersteller. In Aromenhäusern durchläuft die zukünftige Fachkraft oft viele Abteilungen und wird mit den unterschiedlichsten Verfahren und Technologien vertraut gemacht. Neben den zuvor genannten Techniken erlernen sie das Ausmischen verschiedenster Halb- und Fertigprodukte, werden Rohstoffe extrahiert, destilliert, eingedampft, geklärt und filtriert und vieles andere mehr und dies auf unterschiedlichsten Anlagen und ständig wechselnden Rohstoffen bzw. Endprodukten. Höchste stoffliche Nutzung ist eines der Ziele in der Produktion.

## Berufsausbildung

### Voraussetzung
Als Schulabschluss ist Abitur oder eine mittlere Reife anzustreben, aber auch für gute Hauptschüler geeignet. Der Beruf ist gleichermaßen für Frauen und Männer geeignet. Ein gutes räumliches Vorstellungsvermögen und technisches Verständnis erleichtert die Aufnahme der zu vermittelnden Kenntnisse.

### Ausbildungsdauer
Fachkraft für Lebensmitteltechnik ist ein anerkannter Ausbildungsberuf nach dem Berufsbildungsgesetz.
Diese bundesweit geregelte 3-jährige Ausbildung wird in der Industrie angeboten.

### Kenntnisse und Fertigkeiten

#### Lebensmittelinhaltsstoffe untersuchen
Die Rohstoffe der Lebensmittelproduktion entstammen fast sämtlich der belebten Natur. Es sind Nutzpflanzen und Nutztiere, die besondere Eigenschaften und einen hohen Anteil an wertgebenden Bestandteilen für die menschliche Nahrung besitzen. Die Wechselwirkungen während der Lagerung und der Verarbeitung, die zu einer Veränderung der Eigenschaften führt, der Einfluss der verschiedenen Sorten oder Rassen, der Witterung während der Aufzucht oder Ernte oder auch die Faktoren unterschiedlicher Anbaugebiete etc. auf die Qualität der Rohstoffe werden während der Ausbildung vermittelt.
Alle Lebensmittel lassen sich durch chemische Analysen in ihre Bestandteile zerlegen. Die meisten Lebensmittel bestehen aus mehreren verschiedenartigen Bestandteilen. Die Auszubildenden lernen den chemischen Aufbau und die Reaktionen von Lebensmitteln kennen und erfahren etwas zu den technologischen Eigenschaften des jeweiligen Lebensmittels.
Die Wirkung auf den Menschen lernen die Auszubildenden durch die Beschäftigung mit der Ernährungsphysiologie. Der innerbetriebliche Aufbau eines Qualitätsmanagements, die lebensmittelrechtlichen Bestimmungen sowie die Merkmale und Bedeutung einer Zertifizierung wird den künftigen Fachkräften ebenfalls nahegebracht.

#### Lebensmittel und Materialien lagern
Bei der Lagerung von Lebensmitteln kann es zu Veränderungen kommen. Diese Veränderungen haben mitunter zur Folge, dass die Lebensmittel von ihrer wertgebenden Beschaffenheit verlieren. Daher ist die Kenntnis der Lagerbedingungen der Lebensmittel und Materialien für die zukünftige Fachkraft bedeutsam. In dieser Phase der Ausbildung geht es insbesondere um physikalische, chemische, biochemische Veränderungen bei Lebensmitteln während der Lagerung. Auf die Methoden der Schädlingsbekämpfung wird hingewiesen. Moderne Lagertechnik und auch moderne Fördertechnik bestimmen das Berufsbild. Die Materialverwaltung, Bestandskontrollen und auch Inventur werden in der Regel über EDV gelöst. Themenbezogene Methoden von Berechnungen ergeben sich aus den unterschiedlichsten Anforderungen der ausbildenden Unternehmen.

#### Lebensmittel vorbehandeln
Oft steht am Anfang eine Reinigung der Rohstoffe an. Kaffee zum Beispiel muss von Steinen und Holz getrennt, Zuckerrüben von den starken Erdanhaftungen befreit werden. Lebensmittel sind endlich in ihrer Haltbarkeit, sie unterliegen in ihrer reinen Form ständigen Stoffveränderungen und darauf muss in der Produktion reagiert werden. Schnelligkeit in der Verarbeitung wirkt dem entgegen. Hierzu müssen die Produktionsanlagen sinnvoll angeordnet werden, Fließbilder müssen gelesen werden, um dann die Produktion über Reinigungs-, Schäl-, Zerkleinerungsverfahren und -maschinen, Trenn- und Mischverfahren sowie verschiedenste thermische Behandlungsverfahren zum Ziel zu führen. Messtechnik und EDV muss verstanden und Arbeitssicherheit umgesetzt werden. Themenbezogene Berechnungen ergänzen diesen Ausbildungsabschnitt.

#### Produktionsanlagen reinigen, pflegen und warten
Um einen reibungslosen Produktionsablauf gewährleisten zu können, ist es notwendig, die Produktionsanlagen in regelmäßigen Abständen zu reinigen und zu schmieren. Außerdem ist es besonders in einem Lebensmittelbetrieb wichtig, die Anlagen ständig
sauber zu halten. Somit gewährleistet man einen problemlosen Produktionsablauf. Für die Fachkraft ist es wichtig, die Abläufe in den Maschinen zu kennen und zu verstehen, sowie auch die Eigenschaften verschiedener Werkstoffe kennen um u. a. Korrosion vorzubeugen.

#### Lebensmittelqualität prüfen und  sicherstellen
Um eine ständig gleichbleibende Qualität beizubehalten, ist es nötig, bestimmte Kontrollorgane im Unternehmen einzuführen. Man muss die rechtlichen Bestimmungen kennen und führt chemische, physikalische und evtl. mikrobiologische Untersuchungen durch. Um den Verbraucher vor „schwarzen Schafen“ zu schützen, werden amtliche Lebensmitteluntersuchungen durchgeführt.

#### Lebensmittel verpacken
- Funktionen einer Verpackung
- Anforderungen an eine Verpackung
- Verpackungsmaterialien
- Rechtliche Bestimmungen
- Verpackungsanlagen
- Präsentationstechniken
- Umweltschutz
- EDV
- Themenbezogene Berechnungen

#### Verpackungsprozesse steuern und kontrollieren
- Elektrizitätslehre
- MSR-Technik
- Verpackungsprozesse
- Qualitätsmanagement
- Arbeitssicherheit
- EDV
- Themenbezogene Berechnungen

#### Lebensmittel konservieren
Um Lebensmittel haltbar machen zu können und ein überregionales ganzjähriges Angebot gewährleisten zu können, werden Lebensmittel konserviert. Konserviert werden kann durch physikalische (zum Beispiel Kochen) oder chemische (zum Beispiel E300) Prozesse.

#### Getränke herstellen
- Herstellung und Abfüllung von alkoholfreien, alkoholischen und alkaloidhaltigen Getränken
- Lebensmittelrechtliche Bestimmungen
- Light-Produkte
- Zusatzstoffe
- Verfahrenstechnik
- Druckbehälter
- MSR-Technik
- Entsorgungstechnik
- Fließbilder
- Qualitätsmanagement
- Arbeitssicherheit
- Themenbezogene Berechnungen

#### Kohlenhydrat- und fettreiche Lebensmittel herstellen
- Kohlenhydrat- und fettreiche Rohstoffe, Halbfertig- und Fertigprodukte
- Lebensmittelrechtliche Bestimmungen
- Light-Produkte
- Lebensmittelzusatzstoffe
- Verfahrenstechnik
- MSR-Technik
- Entsorgungstechnik
- Fließbilder
- Qualitätsmanagement
- Arbeitssicherheit
- Themenbezogene Berechnungen

#### Eiweißreiche Lebensmittel herstellen
- Eiweißreiche Rohstoffe, Halbfertig- und Fertigprodukte
- Lebensmittelrechtliche Bestimmungen
- Light-Produkte
- Zusatzstoffe
- Verfahrenstechnik
- Entsorgungstechnik
- Fließbilder
- Qualitätsmanagement
- Arbeitssicherheit
- Themenbezogene Berechnungen

#### Vitamin- und mineralstoffreiche Lebensmittel herstellen
- Vitamin- und mineralstoffreiche Rohstoffe, Halbfertig- und Fertigprodukte
- Lebensmittelrechtliche Bestimmungen
- Light-Produkte
- Zusatzstoffe
- Verfahrenstechnik
- MSR-Technik (Messen-Steuern-Regeln in der Automatisierungstechnik)
- Entsorgungstechnik
- Fließbilder
- Qualitätsmanagement
- Arbeitssicherheit
- Themenbezogene Berechnungen

#### Produktentwicklung planen und präsentieren
Um am Markt Bestand haben zu können, müssen ständig neue Produkte entwickelt werden bzw. der Geschmack bestimmten Umständen angepasst werden. Um dem Kunden das neue Produkt „schmackhaft“ zu machen, ist es nötig, eine geeignete Präsentation erstellen zu können.

### Aufgaben und Tätigkeiten
Es muss eine Eingangskontrolle für Rohstoffe, Halbfertigprodukte und Fertigerzeugnisse durchgeführt werden.
Dabei müssen Proben entnommen werden und im Labor überprüft werden (siehe Lebensmittelqualität prüfen und sicherstellen).
Einfache Wartungs- und Umrüstarbeiten müssen durchgeführt werden. Zusätzlich zum Bedienen technischer Geräte, Maschinen und
Anlagen werden auch Prozessabläufe gesteuert und kontrolliert. Außerdem werden Arbeitsabläufe koordiniert, Waren gelagert,
verpackt und disponiert.

## Weiterbildungsmöglichkeiten
Nach erfolgreich abgeschlossener Berufsausbildung und einem Jahr Berufserfahrung besteht die
Möglichkeit zur Weiterbildung zum Industriemeister „Fachrichtung Lebensmittel“ und Lebensmitteltechniker (Staatlich geprüfter Techniker für Lebensmitteltechnik). Andere Weiterbildungsmöglichkeiten sind der Lebensmittelchemiker oder Dipl.-Ing. Lebensmitteltechnologe, Dipl.-Ing. Lebensmittelchemiker, sofern man durch Abitur oder Fachhochschulreife die Voraussetzung dafür erwirbt bzw. erworben hat.